# Großsteingrab Ahndorf
Das Großsteingrab Ahndorf ist eine megalithische Grabanlage der jungsteinzeitlichen Trichterbecherkultur (TBK) nahe dem zur Gemeinde Boitze gehörenden Ortsteil Ahndorf im Landkreis Lüneburg, Niedersachsen. Es trägt die Sprockhoff-Nummer 720.

## Lage
Das Grab befindet sich südwestlich von Ahndorf in einem Waldstück, unmittelbar an der Grenze zum Landkreis Uelzen. Im gleichen Waldstück befinden sich nordwestlich die Großsteingräber bei Lemgrabe und südöstlich das Großsteingrab Groß Thondorf 1.

## Beschreibung
Die Anlage ist stark zerstört. Sie besitzt eine flache Hügelschüttung. Die Grabkammer ist ungefähr ost-westlich orientiert. Sie hat eine Länge von 9,5 m sowie eine Breite von 3 m an der östlichen und von 2,3 m an der westlichen Schmalseite. Es sind noch zwölf Steine vorhanden, von denen sich aber keiner mehr an seinem ursprünglichen Standort befindet. Eine Rekonstruktion des ursprünglichen Aussehens der Anlage ist daher nicht möglich.